# Rust (Germania)
Rust è un comune tedesco di 5 002 abitanti, situato nel land del Baden-Württemberg. Nel territorio comunale sorge l'importante parco divertimenti Europa-Park.